# روجر كوتس
روجر كوتس (بالإنجليزية: Roger Cotes)‏ (10 تموز/يوليو 1682 - 5 يونيو/حزيران 1716) كان عالم رياضيات إنجليزي، عرف عنه أنه كان يعمل بشكل وثيق مع إسحاق نيوتن من خلال تصحيح الإصدار الثاني من كتابه الشهير المبادئ قبل النشر. هو أيضا ابتكر الصيغ التربيعية التي عرفت بتقييمات صيغ نيوتن. وفي البداية تكلم عما يقال عنه بهذه الأيام «صيغة أويلر».

## حياته
ولد كوتس في برباج ليسترشاير، أبوه كان روبيرت عميد جامعة برباج وأمه نعمه (Grace née). روجر لديه أخ راشد اسمه أنطوني (ولد سنه 1681) ولديه أيضا أخت يافعة تدعى سوزانا (Susanna) (ولدت سنة 1683).